# Metropolitan Electric Tramways

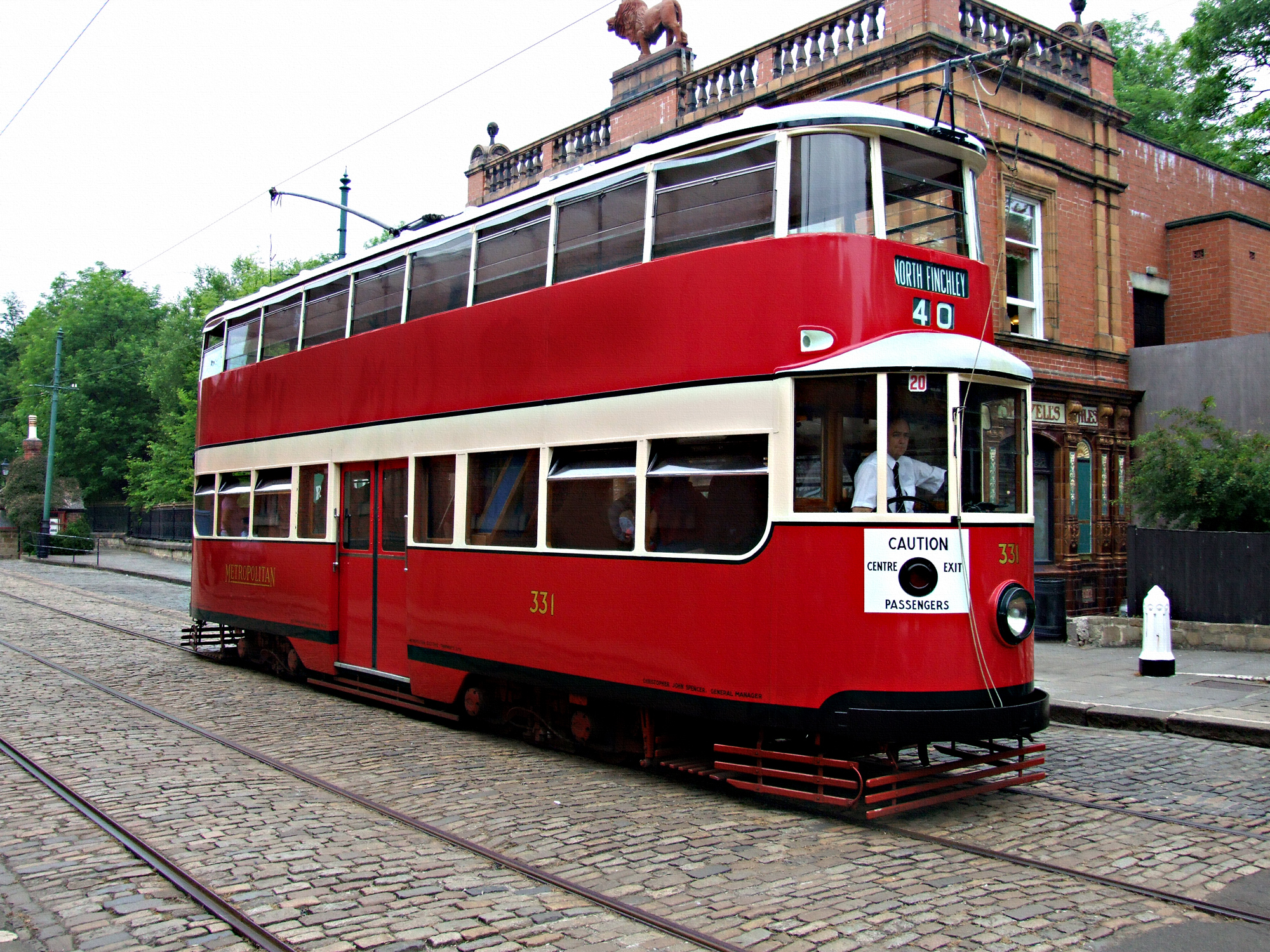
Der erhaltene MET-Wagen 331 des Feltham-Typs (Baujahr 1930) im Straßenbahnmuseum in Crich mit Beschriftung der MET-Linie 40, 2009.

Die Metropolitan Electric Tramways Company (MET) war von 1894 bis 1933 ein Londoner Verkehrsunternehmen. Sie betrieb ab 1902 Straßenbahnen im Rahmen des größeren Netzes der Straßenbahn London und ab 1913 auch Omnibusse in London. Die MET betrieb bei Übergabe des Netzes an das London Passenger Transport Board (LPTB) am 1. Juli 1933 ohne die Streckenabschnitte der Straßenbahn London, die im Gemeinschaftsverkehr befahren wurden, 53,51 Meilen (86,12 Kilometer) normalspurige Straßenbahnstrecken. Lediglich zwei kurze Streckenstücke von insgesamt etwa 600 Metern Länge waren zu diesem Zeitpunkt bereits stillgelegt. Das LPTB stellte innerhalb von knapp sechs Jahren das gesamte Straßenbahnnetz der MET auf Oberleitungs- oder Omnibusbetrieb um. 1962 fuhren die letzten Obusse auf dem ehemaligen MET-Netz, das heute nur noch mit Omnibussen auf teils anderen Laufwegen befahren wird.

## Geschichte

### Vorgeschichte und Gründung
Die Stadtgrenzen Londons stellten am Ende des 19. Jahrhunderts bei weitem nicht mehr die Grenzen der städtischen Bebauung dar. Im Norden der Stadt war das Middlesex County teilweise bereits verstädtert. 1888 wurde der am dichtesten besiedelte Teil des Countys der Stadt London zugeschlagen. Pferdebahnen hatten sich in Middlesex jedoch bis Anfang der 1890er Jahre nur wenige etabliert. Im Nordosten lag das Netz der North Metropolitan Tramways (NMT), das von Wood Green bis nach East Ham reichte und unter anderem das Dampfstraßenbahnnetz der früheren North London Tramways beinhaltete. Die NMT hatte die Dampfbahnstrecken 1891 übernommen und auf Pferdebetrieb umgestellt. Im Westen gab es außerdem das Netz der Harrow Road and Paddington Tramways, das vom 1888 nach London eingemeindeten Paddington bis Harlesden reichte.
Der Middlesex County Council hatte Interesse, das immer dichter besiedelte Gebiet des Countys durch einen Personennahverkehr zu erschließen. Am 21. November 1894 wurde zunächst die Metropolitan Tramways and Omnibus Company Ltd. gegründet. Als erste Maßnahme baute sie 1895 an der Endstelle der NMT-Pferdebahn in Wood Green einen neuen Straßenbahnhof und verpachtete ihn an die NMT. Ein zweiter wurde in Forest Gate im Osten des NMT-Netzes gebaut und ebenfalls an die Straßenbahngesellschaft verpachtet. 1908 erwarb die Gemeinde East Ham diesen Betriebshof. Geplant waren neue Pferdebahnstrecken zur Anbindung von Cricklewood, Edgware, Finchley und Willesden, sowie Strecken ins nördlich an Middlesex angrenzende Hertfordshire County. Zum Bau dieser Strecken kam es jedoch zunächst nicht, da die Metropolitan Tramways and Omnibus Company nicht genügend Finanzmittel aufbrachte.
1901 erwarb die British Electric Traction Company (BET) die Gesellschaft und benannte sie zum 15. Januar 1902 in Metropolitan Electric Tramways Company um. Die BET besaß mehrere Straßenbahnbetriebe in Großbritannien, die sie Anfang des 20. Jahrhunderts elektrifizierte. Die MET kaufte am 26. November 1902 von der NMT das ehemalige Streckennetz der North London Tramways mit den Strecken von Stamford Hill nach Edmonton, Tramway Avenue, vom Bahnhof Finsbury Park nach Seven Sisters Corner (Tottenham High Road/Seven Sisters Road) und von Manor House nach Wood Green zusammen mit 62 Pferdebahnwagen und den beiden NMT-Betriebshöfen in Edmonton, Tramway Avenue und am Manor House. Am Manor House wurde die Hauptverwaltung der MET eingerichtet. Der dritte Betriebshof des Netzes in Wood Green war ohnehin bereits in Besitz der MET. Die drei Linien des Betriebs verkehrten nun von Stamford Hill nach Edmonton, Tramway Avenue, sowie von Finsbury Park nach Wood Green und ebenfalls nach Edmonton, Tramway Avenue.
Am 22. Juli 1904 übernahm die MET auch die Harrow Road and Paddington Tramways, die noch bis 16. August 1906 als Tochtergesellschaft der MET eigenständig verwaltet wurde. Diese Gesellschaft besaß eine Strecke von der Lock Hospital Bridge in der Harrow Road entlang der Harrow Road bis Harlesden, Jubilee Clock sowie eine nicht mehr linienmäßig befahrene Zweigstrecke in der Chippenham Road und 21 Pferdebahnwagen. Das einzige Depot der Bahn lag in Kensal Green in der Straße Trenmar Gardens. Beide Netze wurden anfangs als Pferdebahn weiterbetrieben. Die Strecke in der Chippenham Road wurde bis zu ihrer offiziellen Stilllegung am 9. Dezember 1912 nur alle drei Monate mit einem zahlenden Fahrgast befahren, um die Konzession nicht zu verlieren. Nach der Elektrifizierung der Strecke in der Harrow Road hatte die MET eigens dafür einen Pferdebahnwagen behalten.

### Elektrifizierung der Pferdebahnstrecken
Der elektrische Straßenbahnbetrieb wurde am 22. Juli 1904 auf den Strecken Finsbury Park–Seven Sisters Corner und Manor House–Wood Green aufgenommen. Der Betriebshof am Manor House wurde nicht elektrifiziert und ab diesem Zeitpunkt nur noch als Gleis- und Materiallager genutzt. Die Fahrzeuge der elektrischen Straßenbahn waren zunächst alle in Wood Green stationiert. Die beiden betriebenen Linien endeten am Bahnhof Finsbury Park, wo in die Eisenbahn, London Underground und in Pferdebahnen nach London umgestiegen werden konnte. Die MET-Strecken waren mit einer Oberleitung versehen, während die Straßenbahn London in den folgenden Jahren ihre Strecken größtenteils mit einem Unterleitungssystem elektrifizierte. Die dritte ehemalige NMT-Strecke von Stamford Hill nach Edmonton wurde schrittweise bis August 1905 elektrifiziert. Als am 24. August 1904 die Strecke nördlich der Seven Sisters Corner elektrifiziert wurde, nahm die MET ihre Pferdebahnstrecke vom Stamford Hill bis zum jeweils nördlichen Ende des elektrischen Betriebs zurück. Die NMT verlängerte ihre in Stamford Hill endende Linie von Aldgate (die spätere Londoner Linie 53) nun bis Seven Sisters Corner auf MET-Gleisen. Erst mit der Elektrifizierung der Strecke bis Stamford Hill am 12. April 1905 erreichten MET-Wagen wieder diese Endstelle und die NMT-Linie wurde wieder dorthin verkürzt.
Der Pferdebahnbetrieb auf der Harrow Road endete am 26. August 1906, da die Strecke im Zuge der Elektrifizierung auch zweigleisig ausgebaut werden sollte. Der elektrische Betrieb von Paddington nach Harlesden wurde am 22. Dezember 1906 aufgenommen, nachdem zwischen Harlesden und Stonebridge Park durch die Harlesden High Street, Craven Park Road, Hillside und Harrow Road bereits ab 10. Oktober 1906 elektrische Straßenbahnen gefahren waren. Der Betriebshof in Kensal Green wurde geschlossen und durch einen größeren Neubau an der neuen Endstelle Stonebridge Park nahe der Iron Bridge ersetzt. Die Strecke wurde am 15. April 1908 bis zum heutigen Bahnhof Wembley Central und am 24. September 1910 bis Sudbury, „The Swan“ (Kreuzung Harrow Road/Watford Road) verlängert. Schon mit der abgeschlossenen Elektrifizierung der Pferdebahn wurde eine Verstärkungslinie von Paddington nach Harlesden eingerichtet, die anfangs am Craven Park endete, mit Fertigstellung der Strecke nach Acton jedoch dorthin geführt wurde. Am 3. Juni 1911 wurde die Verstärkungslinie geteilt und fuhr nun wieder zum Craven Park, während zwischen Harlesden und Acton eine weitere Linie pendelte.

### Ausbau des Streckennetzes
Inzwischen wurde auch an neuen Strecken im Raum Wood Green und Enfield gearbeitet. Die erste ging am 20. August 1904 in Betrieb und führte von Wood Green durch die Lordship Lane und Bruce Grove bis zur Westseite des Bahnhofs Bruce Grove. Sie wurde von einer Pendellinie betrieben. Nahe der Ostseite des Bahnhofs verläuft die Tottenham High Road mit der zu diesem Zeitpunkt noch als Pferdebahn betriebenen Strecke. Eine Gleisverbindung konnte zunächst jedoch nicht eingebaut werden, da die Eisenbahnbrücke für die Straßenbahn zu niedrig war und erst die Straße tiefergelegt werden musste. Am 11. April 1906 konnte dieser Lückenschluss eröffnet werden. Am selben Tag ging auch die Strecke von Wood Green zur Ostseite des Alexandra Palace in Betrieb. Für diesen Zweck kaufte die MET am 13. Oktober 1904 die Anlagen der 1899 außer Betrieb genommenen Alexandra Park Electric Railway, verlängerte diese Strecke bis Wood Green und baute die Endstelle am Alexandra Palace um. Die bisherige Pendellinie entlang der Lordship Lane wurde nun im Westen bis zum Alexandra Palace (Ostseite) und im Osten bis zur Kreuzung an der Tottenham High Road/Bruce Grove verlängert. Sie konnte aufgrund der immer noch zu niedrigen Eisenbahnbrücke nur mit Eindeckern betrieben werden. Doppeldecker fuhren nun von Finsbury Park über Wood Green bis zur alten Endstelle westlich des Bahnhofs Bruce Grove. Erst ab Oktober 1906 konnten Doppeldecker die Brücke unterqueren und die Hauptlinie wurde nun bis Stamford Hill verlängert. Die Eindecker pendelten nun nur noch zwischen Alexandra Palace und Wood Green, Straßenbahnhof.
Bereits am 6. Dezember 1905 war eine zweite Strecke zum Alexandra Palace eröffnet worden. Sie führte vom „The Wellington“ an der Kreuzung Green Lanes/Turnpike Lane durch die Turnpike Lane und Priory Road nach Muswell Hill und von dort durch den Alexandra Park zur Westseite des Alexandra Palace. Sie wurde zunächst durch eine Pendellinie mit Eindeckern bedient, die außerhalb der Öffnungszeiten des Alexandra Palace nur bis Muswell Hill verkehrten. Ab Oktober 1906 fuhr eine Doppeldecker-Linie von Finsbury Park über Manor House nach Muswell Hill und die Eindecker-Linie fuhr nur noch zu den Öffnungszeiten des Alexandra Palace. Von Anfang 1908 bis 1. Mai 1908 verband man die beiden Eindecker-Linien zum Alexandra Palace zu einer Fast-Ringlinie. Dieses Experiment wurde nach dem Ersten Weltkrieg wiederholt, bewährte sich jedoch in beiden Fällen nicht. Ab 1. Mai 1908 fuhr die Linie zur Ostseite des Alexandra Palace ab Finsbury Park über Manor House und Wood Green, ab Ende 1909 jedoch wieder nur als Pendellinie ab Wood Green, Straßenbahnhof.
Enfield wurde durch zwei Strecken erschlossen. Von 1907 bis 1909 wurde von Wood Green aus über Palmers Green und Winchmore Hill eine Strecke zum Marktplatz in Enfield schrittweise eröffnet. Die Strecke wurde von einer in Finsbury Park beginnenden Linie bedient. Die bisher in Wood Green endende Linie von Finsbury Park wurde mit Eröffnung der Strecke bis Winchmore Hill als Verstärkerlinie bis Palmers Green, Aldersmans Hill verlängert. Die ehemalige Pferdebahnstrecke nach Edmonton wurde am 11. Dezember 1907 zunächst über Ponders End bis zur Grafschaftsgrenze nahe der Kreuzung Putney Road (in Enfield, Freezy Water) und am 17. April 1908 bis Waltham Cross in Hertfordshire verlängert. Die Endstelle in Waltham Cross befand sich südlich der Kreuzung Monarchs Way. Die Linie von Stamford Hill endete bereits seit der Fertigstellung der Elektrifizierung montags bis samstags am Rathaus in Edmonton und fuhr sonntags weiter bis Tramway Avenue bzw. ab 1907 bis Freezy Water und ab 1908 bis Waltham Cross. Wochentags fuhr nur die Linie vom Finsbury Park bis Waltham Cross.
Eine weitere neue Strecke wurde, zunächst ohne Verbindung zu den beiden übrigen Streckennetzen, am 3. Dezember 1904 eröffnet. Sie begann in Cricklewood an der Londoner Stadtgrenze mit der Endstelle „The Crown“ (Ecke Yew Grove) und führte durch den Cricklewood Broadway und die Edgware Road durch Hendon und Burnt Oak nach Edgware, wo sich die Endstelle nördlich der Kreuzung mit der Church Lane (heute Station Road) befand. Für eine Fortsetzung der Strecke nach London hinein gab es Pläne, jedoch keine Konzession. Die beiden Linien fuhren von Cricklewood nach Edgware bzw. nach Colindale. Im Ortsteil Colindale der damals selbständigen Gemeinde Hendon entstand nördlich der Annesley Avenue der Betriebshof für die neue Strecke, wo diese Kurzfahrten endeten. Am 31. März 1906 ging eine Verlängerung von Cricklewood durch die Chichele Road und Walm Lane bis zum Bahnhof Willesden Green in Betrieb, die von beiden Linien befahren wurde. Der etwa 100 Meter lange Abschnitt im Cricklewood Broadway von der Chichele Road bis zum „The Crown“ wurde nun linienmäßig zunächst nicht mehr befahren. Im Norden erfolgte am 31. Oktober 1907 eine Verlängerung durch die Straße Stonegrove bis Canons Park (Kreuzung Stonegrove/London Road). Viele Fahrten der Linie nach Edgware endeten jedoch weiterhin an der alten Endstelle. Erst einige Jahre später wurde Canons Park regelmäßig bedient.
Ebenfalls ohne Verbindung zu den übrigen Streckennetzen wurde am 7. Juni 1905 eine weitere Strecke in Betrieb genommen. Sie begann an der Archway Bridge (Hornsey Lane) in der Archway Road, wo sich die Londoner Stadtgrenze befand und führte durch die Archway Road, Great North Road (durch East Finchley) und die High Road (durch North Finchley) bis Whetstone. Die Endstelle in Whetstone befand sich an der Ecke Totteridge Lane. Jede zweite Fahrt auf dieser Linie endete in North Finchley an der Tally Ho! Corner (High Road/Ballards Lane). Die Strecke wurde in das Stadtgebiet von London hinein am 22. Dezember 1905 bis zur Archway Tavern (am heutigen U-Bahnhof Archway) verlängert, wo Anschluss zur Straßenbahn London bestand. Der Betriebshof dieser Bahn lag in North Finchley in der Ballards Lane, Ecke Woodberry Grove, wohin eine Betriebsstrecke von der Tally Ho! Corner (High Road/Ballards Lane) durch die Ballards Lane führte. Im Norden wurde die Strecke am 4. August 1906 bis zur Grafschaftsgrenze Middlesex/Hertfordshire am Nordende der Whetstone High Road nahe der Walfield Avenue und am 28. März 1907 über Barnet Hill und Barnet High Street bis zur Kirche in Barnet an der Kreuzung High Street/Wood Street verlängert. Der in Hertfordshire liegende Streckenabschnitt befand sich in Besitz des Hertfordshire County Councils, der sie an die MET verpachtete.
Nun beabsichtigte die MET, ihre nunmehr vier unabhängigen Straßenbahnnetze zu verbinden. Das Streckennetz von Wood Green und die Strecke nach Barnet wurden durch eine Neubaustrecke von Wood Green über Bounds Green, New Southgate und Friern Barnet nach North Finchley verbunden. Sie wurde schrittweise von 1906 bis 1909 in Betrieb genommen. Bis 8. April 1908 wurde sie vom Straßenbahnhof Wood Green aus mit einer Pendellinie mit Eindeckern befahren, danach mit Doppeldeckern von Finsbury Park aus. In North Finchley endeten die Wagen zunächst in der Woodhouse Road, ab Februar 1910 an der Tally Ho! Corner in der High Road.
Am 23. Dezember 1907 ging die Querverbindung von Harlesden, Craven Park über Willesden bis zum Bahnhof Willesden Green in Betrieb, die von einer neuen Linie von Paddington aus bedient wurde. Obwohl von Anfang an am Bahnhof Willesden Green eine Gleisverbindung zur Strecke nach Edgware eingebaut worden war, musste hier zunächst umgestiegen werden. Erst ab 22. März 1911 fuhren die Bahnen aus Paddington bis Cricklewood durch. Nun fehlte noch die Verbindung zwischen North Finchley und Cricklewood über Golders Green und Childs Hill. Sie wurde bis zum 21. Februar 1910 schrittweise eröffnet und beinhaltete in Childs Hill auch eine kurze Zweigstrecke vom „The Castle“ (Finchley Road/Cricklewood Lane) entlang der Finchley Road bis zur Londoner Stadtgrenze nahe der Kreuzung Hendon Way, die jedoch linienmäßig nicht befahren wurde. Wie auch in Cricklewood scheiterte die Verlängerung nach London hinein an der nicht erteilten Konzession. Die neue Querverbindung wurde von einer Linie von Cricklewood, „The Crown“ nach North Finchley, Tally Ho! Corner befahren. Montags bis samstags fuhr jede vierte Fahrt dieser Linie weiter bis Whetstone, Totteridge Lane, sonntags jede dritte Fahrt weiter bis Barnet, Kirche. Im Berufsverkehr und sonntags fuhr eine Verstärkungslinie von Golders Green bis North Finchley. Schon Mitte 1910 wurde die südliche Endstelle in Cricklewood in die Cricklewood Lane verlegt und der etwa 100 Meter lange Abschnitt von dort bis „The Crown“ wurde nicht mehr linienmäßig befahren. Dieser Abschnitt war Teil der 1904 eröffneten Hauptlinie nach Edgware. Er wurde schließlich 1923 stillgelegt und später abgebaut.
Eine Verbindung zum Streckennetz der ebenfalls in Besitz der BET befindlichen London United Tramways (LUT) wurde 1908/09 schrittweise eröffnet. Sie führte von Harlesden, Jubilee Clock durch die Station Road, Old Oak Lane, Victoria Road, Edward Road (heute Teil der Victoria Road), Willesden Lane (heute Teil der Horn Lane) und Horn Lane bis zum Marktplatz in Acton. Die Linie, die diese Strecke bediente, fuhr über Harlesden weiter bis zum Bahnhof Willesden Green. Eine Gleisverbindung zur LUT-Strecke in der Acton High Street über den engen Marktplatz in Acton kam jedoch nicht in Frage. Erst während des Ersten Weltkrieges nahm man für die Überführung von Fahrzeugen eine kurze eingleisige Betriebsstrecke durch die King Street in Betrieb, die die beiden Straßenbahnbetriebe schließlich verband. Die Linie von Acton nach Willesden Green wurde am 22. März 1911 bis Colindale, Straßenbahnhof über bestehende Strecken verlängert.
Am 18. Oktober 1909 hatte der London County Council (LCC) die im Stadtgebiet von London liegenden Strecken in Paddington und in der Chippenham Road aufgekauft und an die MET zurückverpachtet. Der Londoner Abschnitt in der Archway Road war von Anfang an in Besitz des LCC gewesen. Der Middlesex County Council erwarb gleichzeitig die Strecke von der Londoner Stadtgrenze in Kensal Green bis Harlesden und verpachtete sie ebenfalls an die MET zurück. Alle Neubaustrecken in Middlesex waren ebenfalls in Besitz des Middlesex County Council. Nun gehörten lediglich die ehemaligen Strecken der NMT in Wood Green, Tottenham, Edmonton und entlang der Seven Sisters Road sowie die beiden nicht im öffentlichen Straßenraum liegenden Strecken im Alexandra Park noch der MET selbst. Die Stadt London erlaubte nun die Verlängerung der Strecke in Paddington bis zur Edgware Road, die 1910 schrittweise eröffnet werden konnte.
Am 20. Februar 1911 ging noch eine kurze Zweigstrecke von Ponders End zum Bahnhof Enfield Town entlang der Southbury Road in Betrieb, die von einer Pendellinie befahren wurde. Damit war das Streckennetz der MET komplett. Der LCC erwarb am 17. Juli 1912 die Strecke in der Seven Sisters Road vom Bahnhof Finsbury Park bis Manor House, die nun die Straßenbahn London gemeinsam mit der MET nutzen wollte. Am 1. August desselben Jahres wurde daher am Bahnhof Finsbury Park eine Gleisverbindung zur Straßenbahn London eingebaut und der Gemeinschaftsverkehr aufgenommen. Die Linie von Finsbury Park nach Enfield, Marktplatz einschließlich der Kurzfahrten nach Palmers Green, Aldermans Hill wurde nun mit der Londoner Linie von Finsbury Park nach Euston Road/Tottenham Court Road verbunden, sodass nun MET-Fahrzeuge und LCC-Fahrzeuge die beiden Linien von Euston nach Enfield (Linie 29) und nach Palmers Green (Linie 31) befuhren. Hierfür mussten am Bahnhof Finsbury Park eine Wechseleinrichtung der Stromzufuhr von Unter- auf Oberleitung gebaut und die Fahrzeuge auf das Stromsystem des jeweils anderen Betriebs aufgerüstet werden.
Diese beiden Linien waren auch die ersten, die im MET-Netz Liniennummern erhielten. Der LCC hatte diese 1912 eingeführt. Die südlich der Themse fahrenden Linien hatten geradzahlige, die nördlich fahrenden Linien ungeradzahlige Nummern erhalten. Nun wollte auch die MET Liniennummern einführen und benutzte daher die geradzahligen Nummern, um Überschneidungen mit dem LCC-Netz zu vermeiden. Die in der Folge eingeführten zahlreichen Gemeinschaftslinien behielten stets ihre Londoner Liniennummer. Das galt auch für die im Westen des Netzes eingeführten Gemeinschaftslinien, die aus dem Süden Londons kamen und daher geradzahlige Nummern trugen. Infolgedessen mussten im Laufe der Zeit einige MET-Linien umbenannt werden.
Die ersten Linienfahrten der Straßenbahn London auf MET-Gleisen hatte es jedoch bereits vom 3. Juni bis 1. September 1911 gegeben. Anlässlich der Coronation Exhibition in White City befuhr der London County Council mit einer Sonderlinie die Strecke von Paddington bis Harrow Road/Scrubs Lane und von dort weiter auf Londoner Gleisen bis Hammersmith.
Zum 1. Januar 1913 übernahm die London and Suburban Traction Company, die am 20. November 1912 als Tochtergesellschaft der BET gegründet worden war, die MET wie auch die benachbarte LUT vollständig. Zum 1. Mai 1915 übernahm wiederum die Underground Electric Railways Company of London die London&Suburban und einige andere Verkehrsbetriebe im Großraum London und bildete die „Underground Group“. Lediglich 5 % der Aktien verblieben noch bis 1928 in Besitz der BET.
Insgesamt eröffnete die MET folgende elektrische Straßenbahnstrecken:
| Datum                | Strecke |
| -------------------- | --- |
| 22. Juli 1904        | Bahnhof Finsbury Park – Manor House – Tottenham, Seven Sisters Corner                                                                                                   |
| 22. Juli 1904        | Manor House – Green Lanes – Wood Green, Betriebshof |
| 20. August 1904      | Wood Green – Lordship Lane – Bahnhof Bruce Grove (Endstelle nahe der Straße Woodside Gardens)                                                                           |
| 24. August 1904      | Seven Sisters Corner – Tottenham High Road – Tottenham, Brantwood Road                                                                                                  |
| ca. 29. Oktober 1904 | Tottenham, Brantwood Road – Grenze Tottenham/Edmonton (Südende der Fore Street)                                                                                         |
| 3. Dezember 1904     | Cricklewood, „The Crown“ – Hendon – Burnt Oak – Edgware, Church Lane (heute Station Road)                                                                               |
| 12. April 1905       | Stamford Hill – Seven Sisters Corner |
| 12. April 1905       | Grenze Tottenham/Edmonton – Edmonton, Angel Bridge (unmittelbar nördlich der Silver Street)                                                                             |
| 7. Juni 1905         | Archway Bridge (Archway Road/Hornsey Lane) – East Finchley – North Finchley – Whetstone, Totteridge Lane                                                                |
| 7. Juni 1905         | North Finchley, Tally Ho! Corner (High Road/Ballards Lane) – North Finchley, Straßenbahnhof (bis 17. Dezember 1909 nur Betriebsstrecke)                                 |
| 19. Juli 1905        | Edmonton, Angel Bridge – Edmonton, Rathaus (am Bahnhof Edmonton Green)                                                                                                  |
| 24. August 1905      | Edmonton, Rathaus – Edmonton, Straßenbahnhof (Tramway Avenue) |
| 6. Dezember 1905     | Wood Green, „The Wellington“ (Green Lanes/Turnpike Lane) – Turnpike Lane – Muswell Hill – Alexandra Palace (Westseite)                                                  |
| 22. Dezember 1905    | Archway Tavern (Holloway Road/Sandridge Street) – Archway Bridge |
| 31. März 1906        | Bahnhof Willesden Green – Walm Lane – Chichele Road/Cricklewood Broadway                                                                                                |
| 11. April 1906       | Wood Green – Bahnhof Wood Green – Alexandra Palace (Ostseite) |
| 11. April 1906       | Bahnhof Bruce Grove (Westseite) – Bruce Grove/Tottenham High Road |
| 4. August 1906       | Whetstone, Totteridge Lane – High Road – Grenze Hertfordshire (nahe der Walfield Avenue)                                                                                |
| 10. Oktober 1906     | Harlesden, Jubilee Clock (High Street/Station Road) – High Street – Craven Park – Hillside – Stonebridge Park, Straßenbahnhof (an der Iron Bridge über den River Brent) |
| 28. November 1906    | Wood Green, Straßenbahnhof – Bounds Green Road – Bounds Green, Ranelagh Public House (nahe der Warwick Road)                                                            |
| 22. Dezember 1906    | Paddington, Lock Hospital Bridge – Kensal Green – Harlesden, Jubilee Clock                                                                                              |
| 28. März 1907        | Whetstone, Grenze Hertfordshire – Barnet Hill – Barnet, Kirche |
| 11. Mai 1907         | Bounds Green, Ranelagh Public House – Station Road – Bahnhof New Southgate (Endstelle an der Station Road/Friern Barnet Road)                                           |
| 7. Juni 1907         | Wood Green, High Road/Bounds Green Road – High Road – Green Lanes – Palmers Green, Palmerston Crescent (südlich der Brücke über den New River)                          |
| 31. Oktober 1907     | Edgware, Church Lane – Stonegrove – Canons Park (Stonegrove/London Road)                                                                                                |
| 11. Dezember 1907    | Edmonton, Tramway Avenue – Ponders End – Hertford Road – Enfield, Freezy Water (Grenze Hertfordshire, nahe der Putney Road)                                             |
| 23. Dezember 1907    | Harlesden, Craven Park – Church Road – Willesden High Road – Bahnhof Willesden Green                                                                                    |
| 15. April 1908       | Stonebridge Park, Straßenbahnhof – Harrow Road – Wembley High Road – Bahnhof Wembley Central                                                                            |
| 17. April 1908       | Enfield, Freezy Water – Waltham High Street – Waltham Cross, High Road (südlich des Monarchs Way)                                                                       |
| 3. Juni 1908         | Harlesden, Jubilee Clock – Station Road – Bahnhof Willesden Junction |
| 1. August 1908       | Palmers Green, Palmerston Crescent – Green Lanes – Winchmore Hill, Vicars Moor Lane                                                                                     |
| 8. April 1909        | Bahnhof New Southgate – Friern Barnet Road – Woodhouse Road – North Finchley, High Road/Woodhouse Road                                                                  |
| 3. Juli 1909         | Winchmore Hill, Vicars Moor Lane – Green Lanes – Ridge Avenue – Village Road – Park Avenue – London Road – Enfield, Marktplatz                                          |
| 8. Oktober 1909      | Bahnhof Willesden Junction – Victoria Road – Horn Lane – Acton, Marktplatz                                                                                              |
| 17. Dezember 1909    | North Finchley, Straßenbahnhof – Ballards Lane – Regents Park Road – Finchley Road – Golders Green, Golders Green Road                                                  |
| 21. Februar 1910     | Golders Green, Golders Green Road – Finchley Road – Cricklewood Lane – Cricklewood Broadway/Cricklewood Lane                                                            |
| 21. Februar 1910     | Finchley Road/Cricklewood Lane – Childs Hill, Stadtgrenze (Finchley Road/Hendon Way) (nur Betriebsstrecke)                                                              |
| 14. Juli 1910        | Paddington, Warwick Crescent – Harrow Road – Lock Hospital Bridge |
| 24. September 1910   | Bahnhof Wembley Central – Harrow Road – Sudbury, „The Swan“ (Harrow Road/Watford Road)                                                                                  |
| 6. Dezember 1910     | Paddington, Edgware Road/Harrow Road – Warwick Crescent |
| 20. Februar 1911     | Ponders End, Feuerwache (High Street/Southbury Road) – Southbury Road – Bahnhof Enfield Town                                                                            |
| Ende Juli 1915       | Acton, Horn Lane/Market Place – King Street – Acton High Street/King Street (nur Betriebsstrecke)                                                                       |

### Busverkehr
Bereits am 25. September 1909 stellte die MET den ersten in Großbritannien gebauten Oberleitungsbus der Öffentlichkeit vor, der auf einer Versuchsstrecke im Betriebshof Hendon fuhr. Die geplante Strecke von Hendon nach Golders Green wurde jedoch nicht gebaut.
Am 13. Januar 1912 hatte die MET eine Tochtergesellschaft für die Aufnahme des Busbetriebes gegründet, die The Tramways (MET) Omnibus Company Ltd. Am 28. Januar 1913 nahm diese die erste Buslinie von Hendon entlang der Edgware Road, Oxford Street, Trafalgar Square bis zur Tower Bridge im Zentrum Londons in Betrieb. Linien nach Watford, zur Victoria Station und zum Bahnhof Elephant & Castle folgten. Der Betriebshof des Busbetriebs befand sich an der Annesley Road in Hendon neben dem dortigen Straßenbahnhof. Während des Ersten Weltkrieges musste der Busbetrieb stark eingeschränkt werden und wurde schließlich an die London General Omnibus Company abgegeben, die ebenfalls in Besitz der „Underground Group“ war.
Nach dem Ersten Weltkrieg wurde der Busverkehr durch die MET-Tochtergesellschaft wieder aufgenommen, jedoch anfangs mit Fahrzeugen, die von anderen Unternehmen in der „Underground Group“ geliehen wurden.

### Weitere Entwicklung
Weitere Gemeinschaftslinien wurden in den Jahren ab 1913 eingeführt. Die Linien 27 (Tottenham Court Road – Finsbury Park – Seven Sisters Corner) und 59 (Holborn/Gray’s Inn Road – Finsbury Park – Edmonton, Rathaus) wurden am 1. März 1913 eingeführt, gefolgt von der Linie 79 (Smithfield Market/St John’s Road – Finsbury Park – Waltham Cross) am 23. Juni 1913. Die Linie 27 wurde im Berufsverkehr ab 13. September 1913 bis Tottenham, Snells Park (an der Ortsgrenze Tottenham/Edmonton) geführt. Eine Linie 21 fuhr ab 23. November 1913 von Holborn kommend über Finsbury Park und Wood Green bis North Finchley. Die MET-Linie 34 (bisher Finsbury Park – Wood Green – North Finchley) begann nun erst in Wood Green und fuhr nun als Verstärkungslinie. Anders als bisher endeten jedoch beide Linien nun in North Finchley bereits in der Woodhouse Road, statt an der Tally Ho! Corner.
Bis November 1913 war die Einführung der Liniennummern abgeschlossen. Im Abschnitt zum Liniennetz befindet sich eine Aufstellung der zu diesem Zeitpunkt betriebenen Linien im MET-Netz. Eine weitere Gleisverbindung zum Netz der LCC wurde am 16. August 1914 am Manor House eröffnet. Eine LCC-Strecke erreichte diese Kreuzung von Süden her und es wurden nun Verbindungskurven in Richtung Finsbury Park, Wood Green und Tottenham eingebaut. Die LCC-Linie 51 wurde nun durchgehend von Bloomsbury über Islington, Newington Green und Manor House weiter bis Muswell Hill betrieben und die MET-Linie 28 (bisher Finsbury Park – Muswell Hill) eingestellt.
Der Ausbruch des Ersten Weltkrieges 1914 brachte dem Alexandra Palace ein vorfristiges Saisonende. Ab 11. September fuhr die Linie 30 nicht mehr und die Linie 32 pendelte nur zwischen Wood Green und dem Bahnhof Wood Green (heute Bahnhof Alexandra Palace). Erst am 30. März 1920 wurde der Alexandra Palace wieder von Straßenbahnen erreicht. Weitere kriegsbedingte Einschränkungen gab es zunächst nicht. Am 24. September 1914 wurde im Gegenteil sogar die Gleisverbindung an der Archway Tavern/Highgate Hill eröffnet und die LCC-Linie 9 konnte nach Barnet und die Linie 19 nach North Finchley verlängert werden. Die MET-Linien 36 und 38 wurden eingestellt. Die Linien 9 und 19 tauschten bereits am 1. Dezember 1914 ihre nördlichen Endpunkte. Im Winter 1914/15 kamen dann auch die ersten kriegsbedingten Kürzungen. Die Linien 16 und 24 wurden eingestellt, Linie 18 pendelte nur zwischen Finsbury Park und Tottenham, Bruce Grove. Dafür gab es einige Zusatzkurse auf der Linie 79 im Berufsverkehr, die zwischen Finsbury Park und Waltham Cross verkehrten. Anfang 1915 wurde außerdem die Linie 26 im Berufsverkehr über Ponders End hinaus nach Enfield Wash, Albany Road verlängert, wobei diese Fahrten nun nicht mehr als Linie 26, sondern als Linie X beschildert waren.
Zusätzlich zur Oberleitung wurde der Streckenabschnitt Finsbury Park – Manor House bis zum 30. April 1915 mit einer LCC-Unterleitung ausgestattet und die provisorische Wechseleinrichtung am Finsbury Park abgebaut. Stattdessen wurde mit dem Umbau der Kreuzung Manor House dort auf der West- und auf der Südseite der Kreuzung Wechselanlagen installiert. Für das Liniennetz hatte dies zunächst keine Folgen. Kriegsbedingte Einschränkungen wurden ab 1916 deutlich spürbar. Die Gemeinschaftslinien 19, 21 und 51 wurden geteilt und der Gemeinschaftsverkehr auf diesen Linien unterbrochen. Einige Verstärkungslinien wurden eingestellt oder fuhren nur noch im Berufsverkehr. Neu fuhr ab 26. Februar 1917 jedoch die LCC-Linie 69 von der Tottenham Court Road kommend im Berufsverkehr und samstags über ihre bisherige Endstelle Highgate hinaus auf MET-Gleisen bis East Finchley. Erst in der Zeit von Herbst 1918 bis Winter 1921/22 wurden die Einschränkungen nach und nach aufgehoben.
Bei einem Umbau der Kreuzung in Wood Green (High Road/Lordship Lane) in den Jahren 1917 bis 1919 wurde die durchgehende Gleisverbindung von der Station Road in die Lordship Lane aufgegeben und stattdessen beide Strecken in Gleisdreiecken an die Strecke in der High Road angebunden. Linienmäßig war diese Verbindung nur für wenige Monate nach der Eröffnung 1906 befahren worden. Ab 1920 wurden an Sommerwochenenden auch verschiedene Linienverlängerungen und Verdichtungen der Wagenfolgen insbesondere auf den bei Ausflüglern beliebten Außenstrecken eingeführt. So verkehrte die Linie 9 in dieser Zeit ebenfalls bis Barnet.
Obwohl am Stamford Hill bereits seit 6. Februar 1907 eine Gleisverbindung zur Straßenbahn London bestand, da diese in der Rookwood Road einen neuen Betriebshof gebaut und diesen über eine Betriebsstrecke durch die Egerton Road angebunden hatte, wurde erst ab 2. Juni 1920 eine Gemeinschaftslinie über diese Verbindung eingerichtet, nachdem hier eine Wechselanlage für die Stromzufuhr eingebaut worden war. Die Londoner Linie 49 fuhr nun vom Bahnhof Liverpool Street kommend über Stamford Hill nach Edmonton, Rathaus und im Berufsverkehr und am Wochenende weiter nach Waltham Cross. Die MET-Linien 10 und 16 wurden daraufhin eingestellt.
Am 12. Dezember 1921 wurde eine neue LCC-Linie 39 eingeführt, die außer sonntags von Aldersgate über Islington, Holloway und Finsbury Park das MET-Netz erreichte und im Zuge der MET-Linie 18 bis Tottenham, Bruce Grove fuhr. Die Linie 18 wurde nun dauerhaft auf den Abschnitt Wood Green–Bruce Grove verkürzt. Im Berufsverkehr verkehrte ab 29. März 1922 die neue LCC-Linie 25 von der Tottenham Court Road über Finsbury Park und Wood Green zum Bahnhof New Southgate. Ab 14. Mai 1923 wurde die kurze Strecke in der Finchley Road in Childs Hill bis zur Stadtgrenze erstmals planmäßig befahren, und zwar von der verlängerten Linie 46, jedoch nur nachmittags und abends. Bereits im Sommer 1925 wurde diese Verlängerung wieder rückgängig gemacht und der Abschnitt verlor seinen Linienbetrieb wieder. Ebenfalls am 14. Mai 1923 wurde hingegen die etwa 100 Meter lange Strecke im Cricklewood Broadway von der Kreuzung Chichele Road bis zum „The Crown“ endgültig stillgelegt.
Der LCC nahm am 1. April 1924 eine Neubaustrecke von Stamford Hill durch die Straße Amhurst Park bis zur Seven Sisters Road in Betrieb, die mit einer Oberleitung ausgestattet war. Die Linie 53, die von Aldgate kommend über Hackney und Clapton die bisherige Endstelle Stamford Hill erreicht hatte, wurde nun über Manor House und Finsbury Park bis zur Tottenham Court Road verlängert. Sie befuhr nur zwischen Amhurst Park/Seven Sisters Road und Manor House MET-Gleise und war die erste Linie, die das MET-Streckennetz durchquerte und beide Endstellen im Netz der Straßenbahn London hatte. Am 9. Juli 1924 kam eine zweite solche Linie hinzu, nämlich die neue Linie 71, die wie die 53 von Aldgate bis Stamford Hill verkehrte, von dort jedoch über Bruce Grove und Wood Green und auf dem Linienweg der nun eingestellten Linie 39 bis Aldersgate weiterfuhr.
1924 und 1925 fand in Wembley die British Empire Exhibition statt. Anlässlich dieser Ausstellung wurde das Liniennetz in und um Harlesden neu geordnet. Eine neue LCC-Linie 30 verkehrte von Putney, Kirche über Hammersmith, Scrubs Lane und Harlesden bis zur Wembley Hill Road. Die bisherige MET-Linie 30 wurde daraufhin in 34 umbenannt, obwohl die beiden Linien keinerlei Berührungspunkte hatten. Die LCC-Linie 82 wurde über ihre bisherige Endstelle Harrow Road/Scrubs Lane hinaus ebenfalls zur Wembley Hill Road verlängert. Eine neue MET-Linie 58 wurde von Paddington zur Wembley Hill Road eingerichtet und eine neue Linie 68 fuhr von Acton über Harlesden nach Sudbury. Die Linie 64 wurde stattdessen eingestellt. Ab dem 2. Juni 1924 fuhr die Linie 30 vom Bahnhof Tooting Junction (heute Bahnhof Tooting) bis nach Sudbury. Auch nach dem Ende der Ausstellung am 1. November 1924 blieb die Linie 30 in Betrieb. Die übrigen Zusatzlinien und Verlängerungen wurden jedoch wieder aufgehoben. Nach dem Ende der Ausstellung im Jahr 1925 wurde die Linie 30 jedoch zum Craven Park in Harlesden zurückgezogen und fuhr nur an Sommerwochenenden noch bis Sudbury.
Eine neue Gemeinschaftslinie wurde am 29. November 1928 mit der Linie 41 eröffnet. Sie verkehrte montags bis samstags von Moorgate über Newington Green, Manor House nach Wood Green. Sonntags endete sie wie bisher am Manor House. Im Berufsverkehr fuhr sie über Wood Green hinaus bis Palmers Green, Aldermans Hill. Bis zur Übernahme des gesamten Nahverkehrs im Großraum London durch das London Passenger Transport Board (LPTB) am 1. Juli 1933 gab es noch zahlreiche Linienänderungen, jedoch keine Änderungen am Gleisnetz. Das LPTB beschloss, das gesamte Straßenbahnnetz der Stadt auf den Betrieb mit Oberleitungsbussen umzurüsten. Bis zum 1. März 1939 war die Umstellung des ganzen MET-Netzes abgeschlossen. Einige Abschnitte, nämlich die beiden Strecken zum Alexandra Palace, die Strecke von Edgware nach Canons Park und die Strecke von Ponders End zum Bahnhof Enfield Town wurden jedoch auf Omnibusbetrieb umgestellt.

## Liniennetz
Vor der Einführung der Liniennummern 1913 waren die Linien der MET mit Scheiben gekennzeichnet, die verschiedene farbige Symbole und oftmals einen Buchstaben enthielten. Nur wenige der Symbole sind jedoch bekannt. Bevor 1906 die Symbole eingeführt worden waren, hatten die Linien keine Bezeichnung, sondern die Wagen hatten nur eine Zielbeschriftung. Einige der Symbole wurden mehrmals verwendet. So trugen Wagen, die von Paddington nach Sudbury fuhren, einen blauen Kreis mit weißem Kreuz darin und in der Mitte den schwarzen Buchstaben S. Dasselbe Symbol trugen jedoch auch Wagen, die von Finsbury Park über Lordship Lane nach Stamford Hill verkehrten. Wagen mit einem weißen Kreis mit blauem Kreuz und einem weißen W in der Mitte befuhren die Linie von Finsbury Park nach Waltham Cross.
| Linie                                     | Streckenführung (kursiv = nicht im MET-Netz) | Wagenfolge                         | Entwicklung bis 1933 |
| ----------------------------------------- | --- | ---------------------------------- | --- |
| 10                                        | Stamford Hill – Seven Sisters Corner – Tottenham – Edmonton, Rathaus | alle 6 Min.                        | ab 1916 im Berufsverkehr und samstags bis Ponders End, Southbury Road, am 2. Juni 1920 eingestellt (siehe Linie 49) |
| 16                                        | Stamford Hill – Seven Sisters Corner – Tottenham – Edmonton – Ponders End – Enfield Wash – Waltham Cross (nur sonntags) | alle 6 Min.                        | von Winter 1914/15 bis August 1919 eingestellt, am 2. Juni 1920 eingestellt (siehe Linie 49) |
| 18                                        | Bahnhof Finsbury Park – Manor House – „The Wellington“ – Wood Green – Lordship Lane – Bruce Grove – Seven Sisters Corner – Stamford Hill | alle 6 Min.                        | ab Winter 1914/15 nur bis Tottenham, Bruce Grove, von 4. Mai 1915 bis 1. Mai 1916 und vom 23. März 1918 bis August 1919 nur ab Wood Green, Straßenbahnhof, ab August 1919 nur im Berufsverkehr ab Finsbury Park, sonst ab Wood Green, ab 12. Dezember 1921 auch im Berufsverkehr ab Wood Green, ab 4. März 1925 im Berufsverkehr ab Bahnhof New Southgate, im Sommer 1925 im Berufsverkehr kurzzeitig ab North Finchley, Tally Ho! Corner, aber kurz darauf wieder ab Bahnhof New Southgate, ab 8. Oktober 1931 nur noch montags–samstags |
| 21                                        | Holborn, Gray’s Inn Road – King’s Cross – Barnsbury – Holloway – Bahnhof Finsbury Park – Manor House – „The Wellington“ – Wood Green – Bounds Green – New Southgate – Friern Barnet – North Finchley, Woodhouse Road (LCC/MET-Gemeinschaftslinie)                      | alle 6 Min.                        | ab 2. Mai 1917 nur bis Manor House, ab 10. November 1917 im Berufsverkehr und samstags nachmittags und abends wieder bis Wood Green, ab 27. Oktober 1920 wieder durchgehend bis North Finchley, Woodhouse Road, ab 24. September 1923 in North Finchley bis Tally Ho! Corner |
| 24                                        | Bahnhof Finsbury Park – Manor House – Seven Sisters Corner – Tottenham – Edmonton – Ponders End – Enfield Wash – Waltham Cross | alle 6 Min.                        | im Winter 1914/15 eingestellt (durch Verstärkung der Linie 79 ersetzt) |
| 26                                        | Ponders End, Feuerwache – Enfield, GER-Bahnhof (heute Bahnhof Enfield Town) | Mo–Sa alle 12 Min., So alle 8 Min. | von Anfang 1915 bis Frühjahr 1921 im Berufsverkehr als Linie X ab Enfield Wash, Albany Road, von 24. Mai bis Mitte Oktober 1922 samstags und sonntags ab Waltham Cross, ab Mai 1932 nur noch montags–samstags |
| 27                                        | Euston, Tottenham Court Road – Camden – Holloway – Bahnhof Finsbury Park – Manor House – Seven Sisters Corner (– Tottenham, Snells Park (nur Berufsverkehr)) (Mo–Sa nur bis 20:30 Uhr, So nur 17–23 Uhr) (LCC/MET-Gemeinschaftslinie)                                  | alle 6 Min.                        | ab 12. Mai 1918 sonntags bis Edmonton, Rathaus, ab 26. November 1919 täglich bis Edmonton, Rathaus, montags–freitags abends aber nur bis Tottenham, Bruce Grove, im Berufsverkehr Zusatzkurse von Euston bis Seven Sisters Corner, Zusatzkurse im Berufsverkehr ab 14. April 1920 bis Tottenham, Bruce Grove, ab 25. August 1920 montags–freitags auch abends bis Edmonton, Rathaus, ab 14. Mai 1923 Zusatzkurse im Berufsverkehr als Linie 27A ausgegliedert (siehe dort), ab 8. Oktober 1928 nur noch montags–samstags, ab 8. Oktober 1931 samstags nicht mehr abends |
| 28                                        | Bahnhof Finsbury Park – Manor House – „The Wellington“ – Muswell Hill | alle 6 Min.                        | am 16. August 1914 durch LCC-Linie 51 ersetzt |
| 29                                        | Euston, Tottenham Court Road – Camden – Holloway – Bahnhof Finsbury Park – Manor House – „The Wellington“ – Wood Green – Palmers Green – Winchmore Hill – Enfield, Marktplatz (LCC/MET-Gemeinschaftslinie)                                                             | alle 6 Min.                        | ab 14. Mai 1923 im Berufsverkehr Zusatzkurse ab Euston bis Winchmore Hill, Green Dragon |
| 30                                        | „The Wellington“ – Muswell Hill – Alexandra Palace (Westseite) (nur nachmittags und abends) | alle 6 Min.                        | von 11. September 1914 bis 30. März 1920, vom 24. Mai 1922 bis 24. Oktober 1923 eingestellt, am 23. April 1924 in Linie 34 umbenannt, ab Mai 1926 über Lordship Lane bis Tottenham, Bruce Grove, ab Oktober 1926 nur ab Muswell Hill, aber nun täglich und ganztags (siehe Linie 34A), ab 1928 sonntags auch nachmittags |
| 31                                        | Euston, Tottenham Court Road – Camden – Holloway – Bahnhof Finsbury Park – Manor House – „The Wellington“ – Wood Green – Palmers Green, Aldermans Hill (LCC/MET-Gemeinschaftslinie)                                                                                    | alle 6 Min.                        | vom 1. Mai 1916 bis 1918/19 nur im Berufsverkehr, ab 24. Mai 1922 bis Winchmore Hill, Green Dragon, am 14. Mai 1923 eingestellt (dafür Verstärkung Linie 29) |
| 32                                        | Wood Green, Straßenbahnhof – Bahnhof Wood Green (heute Bahnhof Alexandra Palace) (– Alexandra Palace (Ostseite) (nur nachmittags und abends)) | alle 6 Min.                        | von 11. September 1914 bis 30. März 1920 nur bis Bahnhof Wood Green, von 24. Mai 1922 bis 24. Oktober 1923 nachmittags und abends ab Alexandra Palace (Westseite) über „The Wellington“ und Wood Green (im Winterhalbjahr nur donnerstags, samstags und sonntags abends), ab 1927 sonntags nur abends, ab 1928 sonntags auch nachmittags |
| 34                                        | Wood Green, Straßenbahnhof – Bounds Green – New Southgate – Friern Barnet – North Finchley, Woodhouse Road | alle 6 Min.                        | ab 2. Mai 1917 ab Bahnhof Finsbury Park und bis North Finchley, Tally Ho! Corner, ab Ende Dezember 1919 wieder nur bis North Finchley, Woodhouse Road, am 27. Oktober 1920 eingestellt |
| 36                                        | Highgate, Archway Tavern – East Finchley – North Finchley, Tally Ho! Corner | Mo–Sa alle 8 Min., So alle 6 Min.  | am 24. September 1914 durch LCC-Linie 19 ersetzt |
| 38                                        | Highgate, Archway Tavern – East Finchley – North Finchley – Whetstone – Barnet, Kirche | Mo–Sa alle 8 Min., So alle 6 Min.  | am 24. September 1914 durch LCC-Linie 9 ersetzt, vom 26. Februar 1917 bis 2. September 1918 wieder zwischen North Finchley, Tally Ho! Corner und Barnet, Kirche betrieben |
| 40                                        | North Finchley, Tally Ho! Corner – Finchley – Golders Green – Childs Hill – Cricklewood, Cricklewood Lane | Mo–Sa alle 4 Min., So alle 3 Min.  | ab Mai 1926 montags–samstags abends ab Barnet, Kirche, ab Oktober 1926 im Winterhalbjahr sonntags nachmittags und abends ab Whetstone, Totteridge Lane, ab 11. Oktober 1928 auch im Berufsverkehr ab Whetstone, Totteridge Lane, sonntags nur noch ab North Finchley, Tally Ho! Corner |
| 42                                        | Whetstone, Totteridge Lane – North Finchley – Finchley – Golders Green – Childs Hill – Cricklewood, Cricklewood Lane (nur montags–samstags) | alle 12 Min.                       | von 1916 bis 1921 eingestellt, danach nur noch montags–freitags, ab 14. Mai 1923 nur noch im Berufsverkehr, im Mai 1926 eingestellt |
| 44                                        | Barnet, Kirche – Whetstone – North Finchley – Finchley – Golders Green – Childs Hill – Cricklewood, Cricklewood Lane (nur sonntags) | alle 6 Min.                        | von 1916 bis 1921 eingestellt, danach samstags und sonntags, am 14. Mai 1923 eingestellt |
| 46                                        | North Finchley, Tally Ho! Corner – Finchley – Bahnhof Golders Green (nur Berufsverkehr und sonntags ganztags) | alle 4 Min.                        | ab 1916 täglich und ganztags, ab 1921 nur im Berufsverkehrs, samstags ganztags und sonntags nachmittags und abends, von 14. Mai 1923 bis Sommer 1925 nachmittags und abends bis Childs Hill, Finchley Road/Hendon Way, im Mai 1926 eingestellt |
| 54                                        | Bahnhof Willesden Green – Cricklewood – Hendon – Colindale, Straßenbahnhof | alle 12 Min.                       | ab etwa 1915/19 nur noch im Berufsverkehr und bei Bedarf, ab Winter 1921/22 wieder täglich und ganztags und samstags und sonntags bis Edgware, Station Road, ab Mitte Oktober 1922 montags–freitags nur noch im Berufsverkehr, samstags nur noch bis Colindale, Straßenbahnhof, ab Mai 1924 nur noch montags–samstags ganztags und bis Colindale, Straßenbahnhof, ab Oktober 1926 samstags nachmittags und abends erst ab Cricklewood, Broadway/Chichele Road, am 16. Januar 1930 eingestellt |
| 56                                        | Bahnhof Willesden Green – Cricklewood – Hendon – Colindale – Edgware – Canons Park | alle 12 Min.                       | von etwa 1915/19 bis Winter 1921/22 eingestellt, am 14. Mai 1923 eingestellt |
| 58                                        | Paddington, Edgware Road – Maida Hill – Kensal Green – Harlesden, Craven Park | alle 6 Min.                        | am 1. Mai 1916 eingestellt, am 23. April 1924 von Paddington, Edgware Road bis Wembley, Wembley Hill Road (nur montags–samstags) wieder eingeführt, am 2. November 1924 wieder eingestellt |
| 59                                        | Holborn, Gray’s Inn Road – King’s Cross – Barnsbury – Holloway – Bahnhof Finsbury Park – Manor House – Seven Sisters Road – Tottenham – Edmonton, Rathaus (LCC/MET-Gemeinschaftslinie)                                                                                 | alle 6 Min.                        | im Frühjahr 1921 im Berufsverkehr bis Enfield Wash, Albany Road, samstags bis 15 Uhr bis Ponders End, Feuerwache, ab 24. Mai 1922 samstags nur noch bis Edmonton, Rathaus, ab 14. Mai 1923 im Berufsverkehr nur noch bis Ponders End, Feuerwache, ab 12. März 1924 ganztags nur bis Edmonton, Rathaus |
| 60                                        | Paddington, Edgware Road – Maida Hill – Kensal Green – Harlesden – Willesden – Bahnhof Willesden Green – Cricklewood, Chichele Road/Broadway | alle 6 Min.                        | ab 14. Mai 1923 montags–samstags über Golders Green bis North Finchley, Tally Ho! Corner, bzw. an Sommer-Samstagen nachmittags und Sommer-Sonntagen ganztags bis Barnet, Kirche, ab Mai 1926 im Sommer samstags ganztags bis Barnet, Kirche, ab Oktober 1930 auch im Winterhalbjahr samstags nach Barnet, Kirche, ab 8. Oktober 1931 samstags und sonntags ganzjährig nur bis North Finchley, Tally Ho! Corner |
| 62                                        | Paddington, Edgware Road – Maida Hill – Kensal Green – Harlesden – Stonebridge Park – Wembley – Sudbury, „The Swan“ | alle 6 Min.                        | ab Mai 1933 sonntags nur bis Stonebridge Park, Straßenbahnhof |
| 64                                        | Acton, Marktplatz – North Acton – Bahnhof Willesden Junction – Harlesden, Jubilee Clock | alle 12 Min.                       | ab 1. Mai 1916 bis Paddington, Edgware Road und nur noch im Berufsverkehr, von Frühjahr 1921 bis Mitte Oktober 1922 eingestellt, danach wieder ganztags, am 23. April 1924 eingestellt, ab 16. Januar 1930 im Berufsverkehr auf der Strecke von Paddington, Edgware Road über Harlesden, Cricklewood nach Edgware, Station Road wieder eingeführt |
| 66                                        | Acton, Marktplatz – North Acton – Bahnhof Willesden Junction – Harlesden – Willesden – Bahnhof Willesden Green – Cricklewood – Hendon – Colindale, Straßenbahnhof | alle 12 Min.                       | ab etwa 1915/19 bis Canons Park, ab 24. Mai 1922 nur bis Cricklewood, Chichele Road/Broadway, ab 14. Mai 1923 bis Colindale, Straßenbahnhof und jede zweite Fahrt weiter bis Canons Park, von 2. November 1924 bis 9. Mai 1925 und erneut ab 1. November 1925 im Berufsverkehr Zusatzfahrten von Acton, Marktplatz bis Harlesden, Jubilee Clock, ab Oktober 1926 Zusatzfahrten im Berufsverkehr als Linie 68 ausgelagert (siehe dort), ab 16. Januar 1930 die bisherigen Fahrten nach Colindale entfallen (siehe Linie 64), dazu neu Zusatzfahrten samstags nachmittags und abends von Cricklewood nach Edgware, Station Road, 1932 kurzzeitig nur noch samstags und sonntags nachmittags und abends bis Canons Park und ansonsten nur bis Edgware, Station Road, aber nach wenigen Wochen rückgängig gemacht                           |
| 79                                        | Smithfield Market – Islington – Highbury – Holloway – Bahnhof Finsbury Park – Manor House – Seven Sisters Corner – Tottenham – Edmonton – Ponders End – Enfield Wash – Waltham Cross (LCC/MET-Gemeinschaftslinie)                                                      | alle 6 Min.                        | ab 24. Mai 1932 sonntags ab Ponders End zum Bahnhof Enfield Town geführt |
| Nach 1913 eingeführte Linien im MET-Netz: | |                                    | |
| Linie                                     | Streckenführung (kursiv = nicht im MET-Netz) | eingeführt am                      | Entwicklung bis 1933 |
| 9                                         | Moorgate – Islington – Highbury – Holloway – Highgate – East Finchley – North Finchley – Whetstone – Barnet, Kirche (LCC/MET-Gemeinschaftslinie) | 24. September 1914                 | ab 1. Dezember 1914 nur bis North Finchley, Tally Ho! Corner (siehe Linie 19), von 22. Mai 1920 bis 7. Oktober 1929 im Sommerhalbjahr (etwa Mai–Oktober) samstags nachmittags und abends und sonntags ganztags wieder bis Barnet, Kirche |
| 19                                        | Euston, Tottenham Court Road – Camden – Holloway – Highgate – East Finchley – North Finchley, Tally Ho! Corner (LCC/MET-Gemeinschaftslinie) | 24. September 1914                 | ab 1. Dezember 1914 bis Barnet, Kirche (siehe Linie 9), von 26. Februar 1917 bis 2. September 1918 nur bis North Finchley, Tally Ho! Corner (siehe Linie 38) |
| 25                                        | Euston, Tottenham Court Road – Camden – Holloway – Bahnhof Finsbury Park – Manor House – „The Wellington“ – Wood Green – Bounds Green – Bahnhof New Southgate (nur im Berufsverkehr) (LCC/MET-Gemeinschaftslinie)                                                      | 29. März 1922                      | am 14. Februar 1923 eingestellt |
| 27A                                       | Euston, Tottenham Court Road – Camden – Holloway – Bahnhof Finsbury Park – Manor House – Seven Sisters Corner – Tottenham, Snells Park (nur im Berufsverkehr) (LCC/MET-Gemeinschaftslinie)                                                                             | 14. Mai 1923                       | am 1. April 1924 eingestellt |
| 30                                        | Putney, Kirche – Fulham – Hammersmith – Shepherd’s Bush – Scrubs Lane/Harrow Road – Harlesden – Stonebridge Park – Wembley, Wembley Hill Road (nur montags–samstags) (LCC/MET-Gemeinschaftslinie)                                                                      | 23. April 1924                     | ab 2. Juni 1924 ab Bahnhof Tooting Junction über Tooting und Wandsworth und bis Sudbury, „The Swan“, ab 12. April 1925 täglich, ab 1. November 1925 nur bis Harlesden, Craven Park, ab Mai 1926 im Sommer samstags nachmittags und sonntags ganztags wieder bis Sudbury, „The Swan“, ab Winter 1927/28 donnerstags abends und samstags nachmittags (ganzjährig) bis Wembley, Wembley Hill Road, ab 26. April 1928 im Berufsverkehr und samstags bis Harlesden, Craven Park, donnerstags abends und samstags nachmittags im Winter bis Wembley, Wembley Hill Road, samstags nachmittags im Sommer bis Sudbury, „The Swan“, zu den übrigen Zeiten nur noch bis Scrubs Lane/Harrow Road, ab 6. Juni 1928 im Berufsverkehr bis Wembley, Kirche, ab Mai 1932 montags–samstags außerhalb des Berufsverkehrs wieder bis Harlesden, Craven Park |
| 34A                                       | Alexandra Palace (Westseite) – Muswell Hill (– „The Wellington“ (montags–samstags nur 16 bis 21:30 Uhr)) (nur nachmittags und abends) | Oktober 1926                       | ab 1927 sonntags nur abends, ab 1928 alle Fahrten bis „The Wellington“ |
| 39                                        | Aldersgate – Islington – Highbury – Holloway – Bahnhof Finsbury Park – Manor House – „The Wellington“ – Wood Green – Lordship Lane – Tottenham, Bruce Grove (nur im Berufsverkehr) (LCC/MET-Gemeinschaftslinie)                                                        | 12. Dezember 1921                  | ab 29. März 1922 montags–samstags ganztags, von 9. Juli 1924 bis 4. März 1925 eingestellt, am 5. März 1931 eingestellt |
| 41                                        | Moorgate – Hoxton – Newington Green – Manor House (– „The Wellington“ – Wood Green, Straßenbahnhof [– Palmers Green, Aldermans Hill (nur im Berufsverkehr)] (nur montags–samstags)) (LCC-Linie)                                                                        | 29. November 1928                  | ab 8. Oktober 1931 montags–freitags abends und samstags vormittags nur noch bis Manor House, ab 17. März 1932 im Berufsverkehr bis Winchmore Hill, Green Dragon |
| 49                                        | Bahnhof Liverpool Street – Shoreditch – Stoke Newington – Stamford Hill – Seven Sisters Corner – Tottenham – Edmonton, Rathaus (– Ponders End – Enfield Wash – Waltham Cross (nur samstags nachmittags und abends und sonntags ganztags)) (LCC/MET-Gemeinschaftslinie) | 2. Juni 1920                       | ab 24. Mai 1922 im Berufsverkehr bis Waltham Cross, ab 27. Juni 1923 bis Edmonton, Rathaus und jede zweite Fahrt täglich und ganztags bis Waltham Cross, ab 12. März 1924 bis Edmonton, Rathaus, im Berufsverkehr bis Ponders End, Feuerwache, Sa/So im Sommerhalbjahr nachmittags und abends bis Waltham Cross, dabei 1925 im Sommer nur sonntags und 1926 und 1927 wieder Sa/So (nachmittags und abends) bis Waltham Cross, ab 8. Oktober 1927 an Wochenenden nicht mehr nach Waltham Cross, ab 5. März 1931 im Berufsverkehr und samstags ganztags über Ponders End bis Bahnhof Enfield Town, ab 24. April 1932 sonntags nur noch bis Tottenham, Bruce Grove |
| 51                                        | Bloomsbury, Theobalds Road – Clerkenwell – Islington – Newington Green – Manor House – „The Wellington“ – Muswell Hill (LCC/MET-Gemeinschaftslinie) | 16. August 1914                    | von 1. Mai 1916 bis 7. Juli 1920 am Manor House geteilt (beide Teile fahren mit Liniennummer 51), ab 2. Mai 1928 nur noch montags–samstags, dabei abends und samstags nachmittags erst ab Manor House und in diesen Zeiten als reine MET-Linie, ab 29. November 1928 auch abends und samstags nachmittags wieder ab Bloomsbury, ab 8. Oktober 1931 ab Aldersgate über Islington (zwei Fahrten früh weiterhin ab Bloomsbury) |
| 53                                        | Euston, Tottenham Court Road – Camden – Holloway – Bahnhof Finsbury Park – Manor House – Amhurst Park – Stamford Hill – Clapton – Hackney – Whitechapel – Aldgate (LCC-Linie)                                                                                          | 1. April 1924                      | |
| 68                                        | Acton, Marktplatz – North Acton – Bahnhof Willesden Junction – Harlesden – Stonebridge Park – Wembley – Sudbury, „The Swan“ (nur montags–samstags) | 23. April 1924                     | vom 2. November 1924 bis 9. Mai 1925 eingestellt, am 1. November 1925 eingestellt, ab Oktober 1926 von Acton, Marktplatz bis Harlesden, Jubilee Clock montags–samstags wieder eingeführt, ab Januar 1933 täglich und bis Harlesden, Craven Park |
| 69                                        | Euston, Tottenham Court Road – Camden – Holloway – Highgate (– East Finchley, Fortis Green Road (nur im Berufsverkehr und samstags ganztags)) (LCC-Linie) | 26. Februar 1917                   | ab 26. November 1919 im Berufsverkehr und samstags ganztags bis North Finchley, Tally Ho! Corner, ab 24. Mai 1928 nur noch im Berufsverkehr und samstags ganztags (keine Kurzfahrten nach Highgate mehr), ab 11. Oktober 1928 nur noch im Berufsverkehr und nur bis Bahnhof East Finchley, ab 12. August 1929 wieder bis North Finchley, Tally Ho! Corner, ab 16. Januar 1930 ab Bahnhof Farringdon über King’s Cross, Camden, am 8. Oktober 1931 eingestellt |
| 71                                        | Wood Green, Straßenbahnhof – Lordship Lane – Tottenham – Seven Sisters Corner – Stamford Hill – Clapton – Hackney – Whitechapel – Aldgate (LCC/MET-Gemeinschaftslinie)                                                                                                 | 1. April 1924                      | ab 9. Juli 1924 montags bis samstags ab Aldersgate über Islington, Highbury, Holloway, Bahnhof Finsbury Park, Manor House verlängert, ab 4. März 1925 montags–samstags erst ab Tottenham, Bruce Grove, ab 16. Januar 1928 auch im Berufsverkehr ab Wood Green, Straßenbahnhof, ab 5. März 1931 montags–samstags wieder ab Aldersgate |
| 82                                        | Tooting Broadway – Summerstown – Earlsfield – Wandsworth – Putney – Fulham – Hammersmith – Shepherd’s Bush – Scrubs Lane/Harrow Road (– Harlesden – Stonebridge Park – Wembley, Wembley Hill Road (nur sonntags)) (LCC-Linie)                                          | 23. April 1924                     | ab 2. November 1924 wieder täglich nur bis Scrubs Lane/Harrow Road und damit nicht mehr im MET-Netz |

Nach 1933 wurden die MET-Linien in das Liniennetz der Straßenbahn London integriert. Die wenigen noch verbliebenen geradzahligen Linien im östlichen Teil des Netzes erhielten zum Fahrplanwechsel am 3. Oktober 1934 nun ebenfalls ungeradzahlige Liniennummern. Die Linien im Westen des MET-Netzes (westlich von Cricklewood) behielten jedoch ihre geradzahligen Nummern. Noch 1935 wurde die Anlage in North Finchley umgebaut, sodass eine Wendeschleife für die Linien 9, 21, 45 und 60 durch den Kingsway und die Nether Street entstand und die umfangreichen Rangierbewegungen an der Tally Ho! Corner aufgegeben werden konnten. Schrittweise wurde ab Juli 1936 jedoch das gesamte Netz stillgelegt und auf Oberleitungsbusbetrieb umgebaut.
Im Einzelnen wurden zum 1. Juli 1933 folgende Linien auf dem MET-Netz betrieben:
| Linie                                                            | Streckenführung (kursiv = nicht im MET-Netz) | Wagenfolge       | Entwicklung ab 1933 |
| ---------------------------------------------------------------- | --- | ---------------- | --- |
| 9                                                                | Moorgate – Islington – Highbury – Holloway – Highgate – East Finchley – North Finchley, Tally Ho! Corner | alle 6–8 Min.    | ab 24. Februar 1935 bis North Finchley, Nether Street (neue Wendeschleife), ab 2. August 1936 im Berufsverkehr bis Whetstone, Totteridge Lane, im Sommer (bis 18. Oktober 1936 und ab 30. Mai 1937) sonntags nachmittags und abends bis Barnet, Kirche, am 6. März 1938 eingestellt (Umstellung auf Oberleitungsbus)                               |
| 18                                                               | (Bahnhof New Southgate – Bounds Green – (nur im Berufsverkehr)) Wood Green – Lordship Lane – Tottenham, Bruce Grove (nur montags–samstags) | alle 4–12 Min.   | ab 28. Februar 1934 montags–freitags im Berufsverkehr ab Enfield, Marktplatz über Winchmore Hill, Palmers Green und Wood Green, samstags im Berufsverkehr ab Winchmore Hill, Green Dragon, am 3. Oktober 1934 in Linie 39A umbenannt, am 23. Februar 1938 eingestellt                                                                              |
| 19                                                               | Euston, Tottenham Court Road – Camden – Holloway – Highgate – East Finchley – North Finchley – Whetstone – Barnet, Kirche | alle 6–8 Min.    | am 6. März 1938 eingestellt (Umstellung auf Oberleitungsbus) |
| 21                                                               | Holborn, Gray’s Inn Road – King’s Cross – Barnsbury – Holloway – Bahnhof Finsbury Park – Manor House – „The Wellington“ – Wood Green – Bounds Green – New Southgate – Friern Barnet – North Finchley, Tally Ho! Corner                                                     | alle 4–5 Min.    | ab 24. Februar 1935 bis North Finchley, Nether Street (neue Wendeschleife), am 6. März 1938 eingestellt (Umstellung auf Oberleitungsbus) |
| 26                                                               | Ponders End, Feuerwache – Bahnhof Enfield Town | alle 5–8 Min.    | am 3. Oktober 1934 in Linie 49A umbenannt, am 16. Oktober 1938 eingestellt (Umstellung auf Omnibusse) |
| 27                                                               | Euston, Tottenham Court Road – Camden – Holloway – Bahnhof Finsbury Park – Manor House – Seven Sisters Corner – Tottenham – Edmonton, Rathaus (nur montags–samstags) | alle 3–7,5 Min.  | ab 6. März 1938 wieder täglich, am 6. November 1938 eingestellt (Umstellung auf Oberleitungsbus) |
| 29                                                               | Euston, Tottenham Court Road – Camden – Holloway – Bahnhof Finsbury Park – Manor House – „The Wellington“ – Wood Green – Palmers Green – Winchmore Hill – Enfield, Marktplatz (außerdem Zusatzkurse im Berufsverkehr bis Winchmore Hill)                                   | alle 4–6 Min.    | ab 28. Februar 1934 Zusatzkurse im Berufsverkehr in Linie 18 integriert (siehe dort), am 8. Mai 1938 eingestellt (Umstellung auf Oberleitungsbus) |
| 30                                                               | Bahnhof Tooting Junction – Summerstown – Earlsfield – Wandsworth – Putney – Fulham – Hammersmith – Shepherd’s Bush – Scrubs Lane/Harrow Road (– Harlesden, Craven Park (nur montags–samstags) [– Stonebridge Park – Wembley, Kirche (nur im Berufsverkehr)])               | alle 5–6 Min.    | ab 7. Dezember 1933 täglich nur noch bis Scrubs Lane und damit nicht mehr im MET-Netz (siehe Linie 28) |
| 32                                                               | Wood Green, Straßenbahnhof – Bahnhof Wood Green (heute Bahnhof Alexandra Palace) (– Alexandra Palace (Ostseite) (täglich ab 14:30 Uhr)) | alle 6 Min.      | am 3. Oktober 1934 in Linie 37 umbenannt, vom 17. November 1935 bis 3. Mai 1936 sowie vom 15. November 1936 bis 4. April 1937 sonntags nur noch bis Bahnhof Wood Green, am 23. Februar 1938 eingestellt (Umstellung auf Omnibusse) |
| 34                                                               | Muswell Hill – „The Wellington“ – Wood Green – Lordship Lane – Tottenham, Bruce Grove | alle 8–12 Min.   | am 3. Oktober 1934 in Linie 39 umbenannt, ab 20. Februar 1935 früh einige Fahrten weiter über Seven Sisters Corner bis Manor House, ab 23. Februar 1938 nur noch von Wood Green bis Tottenham, Bruce Grove (bzw. Manor House), am 8. Mai 1938 eingestellt (Umstellung auf Oberleitungsbus)                                                         |
| 34A                                                              | Alexandra Palace (Westseite) – Muswell Hill – „The Wellington“ (täglich ab 14:30 Uhr) | alle 8 Min.      | am 3. Oktober 1934 in Linie 39 umbenannt, vom 17. November 1935 bis 3. Mai 1936 sowie vom 15. November 1936 bis 4. April 1937 nur montags–samstags, am 23. Februar 1938 eingestellt (Umstellung auf Omnibusse) |
| 40                                                               | (Whetstone, Totteridge Lane – (nur im Berufsverkehr alle 8 Min.)) North Finchley, Tally Ho! Corner – Finchley – Golders Green – Childs Hill – Cricklewood, Cricklewood Lane                                                                                                | alle 2–8 Min.    | am 3. Oktober 1934 in Linie 45 umbenannt, ab 24. Februar 1935 ab North Finchley, Nether Street (neue Wendeschleife) bzw. wie bisher ab Whetstone, Totteridge Lane, vom 21. April bis 27. Oktober 1935 sonntags ab Barnet, Kirche, am 2. August 1936 eingestellt (Umstellung auf Oberleitungsbus)                                                   |
| 41                                                               | Moorgate – Hoxton – Newington Green – Manor House (– „The Wellington“ – Wood Green – Palmers Green – Winchmore Hill, Green Dragon (nur im Berufsverkehr)) | alle 6 Min.      | am 8. Mai 1938 eingestellt (Umstellung auf Oberleitungsbus) |
| 49                                                               | Bahnhof Liverpool Street – Shoreditch – Stoke Newington – Stamford Hill – Seven Sisters Corner – Tottenham, Bruce Grove (– Edmonton, Rathaus [– Ponders End – Bahnhof Enfield Town (nur im Berufsverkehr und samstags)] (nur montags–samstags))                            | alle 6 Min.      | ab 16. Oktober 1938 nur noch bis Stamford Hill und damit nicht mehr im MET-Netz |
| 51                                                               | Aldersgate – Islington – Newington Green – Manor House – „The Wellington“ – Muswell Hill (nur montags–samstags) | alle 8–12 Min.   | ab 23. Februar 1938 ab „The Wellington“ weiter nach Wood Green, Straßenbahnhof, am 6. März 1938 eingestellt (Umstellung auf Oberleitungsbus) |
| 53                                                               | Euston, Tottenham Court Road – Camden – Holloway – Bahnhof Finsbury Park – Manor House – Amhurst Park – Stamford Hill – Clapton – Hackney – Whitechapel – Aldgate | unbekannt        | am 5. März 1939 eingestellt (Umstellung auf Oberleitungsbus) |
| 59                                                               | Holborn, Gray’s Inn Road – King’s Cross – Barnsbury – Holloway – Bahnhof Finsbury Park – Manor House – Seven Sisters Road – Tottenham – Edmonton, Rathaus | alle 6–7,5 Min.  | ab 13. Februar 1935 montags–samstags bis Waltham Cross, am 16. Oktober 1938 eingestellt (Umstellung auf Oberleitungsbus) |
| 60                                                               | Paddington, Edgware Road – Maida Hill – Kensal Green – Harlesden – Willesden – Bahnhof Willesden Green – Cricklewood – Childs Hill – Golders Green – Finchley – North Finchley, Tally Ho! Corner                                                                           | alle 8 Min.      | ab 24. Februar 1935 bis North Finchley, Nether Street (neue Wendeschleife), am 2. August 1936 eingestellt (Umstellung auf Oberleitungsbus) |
| 62                                                               | Paddington, Edgware Road – Maida Hill – Kensal Green – Harlesden – Stonebridge Park, Straßenbahnhof (– Wembley – Sudbury, „The Swan“ (nur montags–samstags)) | alle 4–8 Min.    | ab 3. Februar 1935 auch sonntags wieder bis Sudbury, am 23. August 1936 eingestellt (Umstellung auf Oberleitungsbus) |
| 64                                                               | Paddington, Edgware Road – Maida Hill – Kensal Green – Harlesden – Willesden – Bahnhof Willesden Green – Cricklewood – Hendon – Colindale – Edgware, Station Road (nur im Berufsverkehr)                                                                                   | alle 8 Min.      | ab 2. August 1936 nun auch außerhalb des Berufsverkehrs, aber nur bis Cricklewood, Chichele Road/Broadway, am 23. August 1936 eingestellt (Umstellung auf Oberleitungsbus) |
| 66                                                               | Acton, Marktplatz – North Acton – Bahnhof Willesden Junction – Harlesden – Willesden – Bahnhof Willesden Green – Cricklewood – Hendon – Colindale – Edgware, Station Road (– Canons Park (außer sonntags vormittags und mittags))                                          | alle 8 Min.      | ab 3. Oktober 1934 im Berufsverkehr Zusatzfahrten vom Bahnhof Willesden Green bis Colindale, Straßenbahnhof bzw. samstags bis Edgware, Station Road, ab 21. April 1935 sonntags ganztags bis Canons Park, am 5. Juli 1936 eingestellt (Umstellung auf Oberleitungsbus)                                                                             |
| 68                                                               | Acton, Marktplatz – North Acton – Bahnhof Willesden Junction – Harlesden, Craven Park | alle 8 Min.      | am 5. Juli 1936 eingestellt (Umstellung auf Oberleitungsbus) |
| 71                                                               | (Aldersgate – Islington – Highbury – Holloway – Bahnhof Finsbury Park – Manor House – „The Wellington“ – (nur montags–samstags)) Wood Green, Straßenbahnhof – Lordship Lane – Tottenham – Seven Sisters Corner – Stamford Hill – Clapton – Hackney – Whitechapel – Aldgate | alle 6 Min.      | ab 6. März 1938 täglich nur ab Wood Green, Straßenbahnhof, am 5. Februar 1939 eingestellt (Umstellung auf Oberleitungsbus) |
| 79                                                               | Smithfield Market – Islington – Highbury – Holloway – Bahnhof Finsbury Park – Manor House – Seven Sisters Corner – Tottenham – Edmonton – Ponders End – Enfield Wash – Waltham Cross (nur montags–samstags), bzw. … Ponders End – Bahnhof Enfield Town (nur sonntags)      | alle 6–7,5 Min.  | am 16. Oktober 1938 eingestellt (Umstellung auf Oberleitungsbus) |
| Nach dem 1. Juli 1933 eingeführte Linien im ehemaligen MET-Netz: | |                  | |
| Linie                                                            | Streckenführung (kursiv = nicht im MET-Netz) | eingeführt am    | Entwicklung ab 1933 |
| 17                                                               | Bahnhof Farringdon – King’s Cross – Barnsbury – Holloway – Highgate (– Bahnhof East Finchley (nur im Berufsverkehr)) | 13. Februar 1935 | am 6. März 1938 eingestellt (Umstellung auf Oberleitungsbus) |
| 28                                                               | Victoria Station – Wandsworth Road – Wandsworth – Putney – Fulham – Hammersmith – Shepherd’s Bush – Scrubs Lane/Harrow Road (– Harlesden, Craven Park (nur montags–samstags) [– Stonebridge Park – Wembley, Kirche (nur im Berufsverkehr)])                                | 7. Dezember 1933 | vom 2. Juni bis 27. Oktober 1935 und von 3. Mai bis 18. Oktober 1936 auch sonntags bis Harlesden, Craven Park, ab 23. August 1936 auch im Berufsverkehr nur noch bis Harlesden, Craven Park, ab 15. November 1936 montags–samstags nur bis Harlesden, Jubilee Clock, am 12. September 1937 eingestellt (Umstellung auf Oberleitungsbus)            |
| 47                                                               | London Docks – Aldgate East – Shoreditch – Stoke Newington – Stamford Hill (– Seven Sisters Corner [– Tottenham – Edmonton, Rathaus (nur im Sommer sonntags nachmittags und abends)] (bis Seven Sisters Corner nur ganzjährig sonntags früh))                              | 30. Juni 1935    | ab 15. Dezember 1935 wieder täglich nur bis Stamford Hill und damit nicht mehr im MET-Netz, vom 3. Mai bis 18. Oktober 1936 sonntags nachmittags und abends wieder bis Edmonton, Rathaus, ab 30. Mai 1937 sonntags früh wieder bis Seven Sisters Corner, ab 16. Oktober 1938 wieder täglich nur bis Stamford Hill und damit nicht mehr im MET-Netz |
| 54                                                               | Bahnhof Willesden Green – Cricklewood – Hendon – Colindale, Straßenbahnhof (– Edgware, Station Road (nur samstags im Berufsverkehr)) (nur im Berufsverkehr) | Oktober 1933     | am 3. Oktober 1934 eingestellt (Fahrten finden unter der Liniennummer 66 weiterhin statt) |

## Fahrzeuge

### Allgemeines

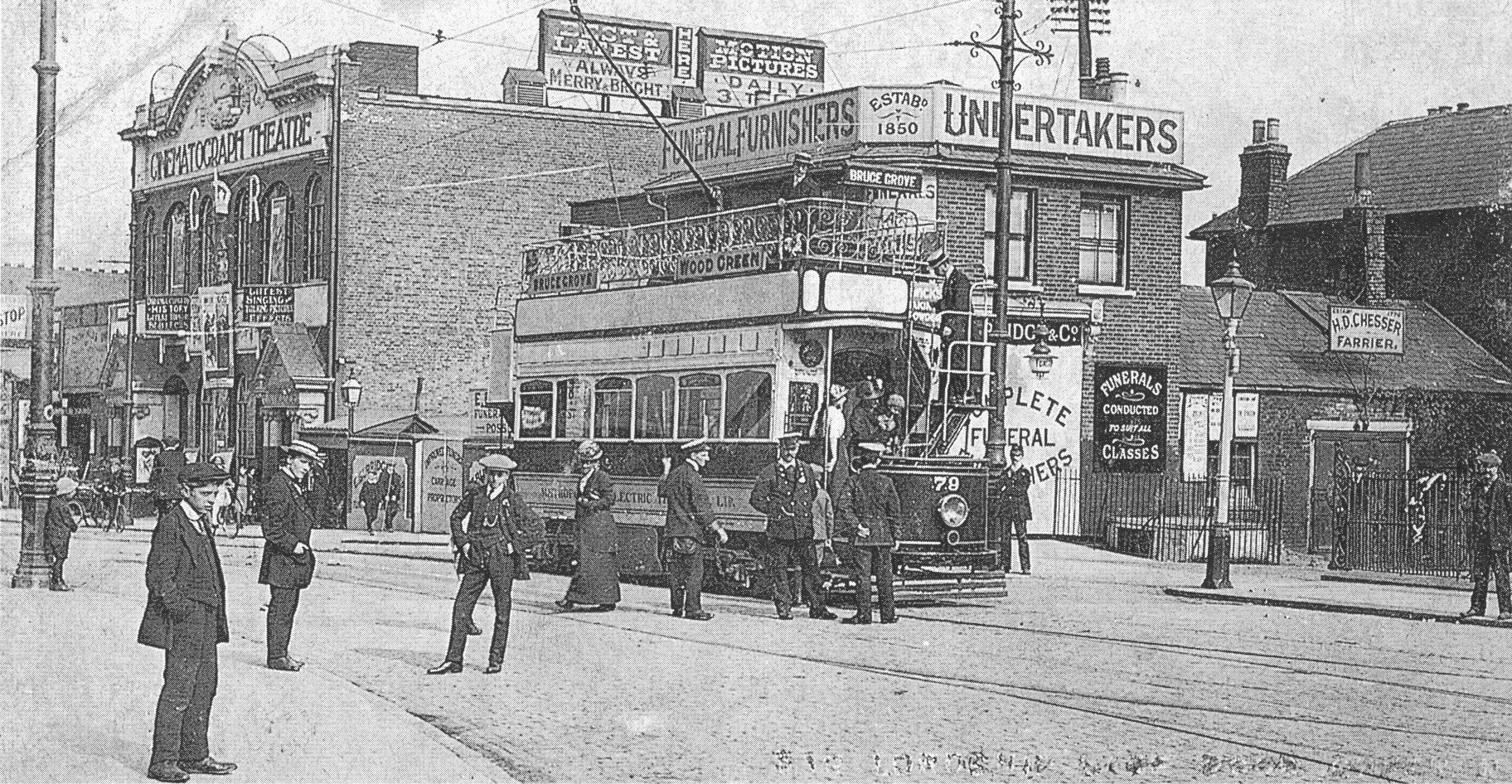
MET-Wagen 79 (Baureihe A) in der Lordship Lane, 1913.

Alle durch die MET erworbenen Fahrzeuge wurden von der Firma Brush Traction hergestellt und wurden fortlaufend nummeriert. Alle bis einschließlich 1908 gekauften Wagen verfügten über zwei GE-58-Motoren mit jeweils 28 PS. Die später hinzugekommenen Wagen hatten stärkere GE-67-Motoren mit 40 PS erhalten. Die meisten Wagen waren doppelstöckig, lediglich die 1905 beschaffte Baureihe E waren Eindecker. Sie kamen hauptsächlich auf den Linien zum Alexandra Palace zum Einsatz.
Einige der Wagen waren in Besitz des Middlesex County Council, einige in Besitz des Hertfordshire County Council und die übrigen in Besitz der MET selbst. An den Wagenkästen wurde seitlich jeweils der Besitzer (als „County Council of Middlesex“ bzw. „County Council of Hertfordshire“) und bei allen Wagen unten die Bezeichnung „Metropolitan Electric Tramways LTD.“ angebracht. Die MET-Wagen waren rot und elfenbein gestrichen.

### Wachstum des Fuhrparks mit dem Aufbau des Streckennetzes
Für die Eröffnung des elektrischen Betriebs wurden 1904 insgesamt 130 doppelstöckige Triebwagen beschafft. Die Wagen 1 bis 70 hatten eine Abdeckplane über dem Oberdeck, die Wagen 71 bis 130 waren jedoch als einzige Baureihe komplett offen. Auch die später beschafften Wagen mit offenem Oberdeck hatten eine solche Plane als Wetterschutz. Von den neuen Wagen waren die ersten 35 (später Baureihe B) mit 30 Sitzen auf dem Unterdeck und 38 auf dem Oberdeck ausgestattet. Die zweite Serie (Wagen 36 bis 70, Baureihe B/1) verfügten auf dem Unterdeck hingegen nur über 24 Sitzplätze. Die 60 ganz offenen Triebwagen (Baureihe A) hatten wiederum 30 Plätze auf dem Unterdeck. 1905 wurden außerdem noch 20 Eindecker (Nummern 131 bis 150, Baureihe E) beschafft, die 36 Sitzplätze hatten. Vier dieser Wagen wurden schon nach wenigen Jahren nach Auckland (Neuseeland) verkauft.
Die MET erwarb 1904 außerdem einen gebrauchten Wagen, der 1903 gebaut worden war und bis dahin als Prototyp bei der Straßenbahn Leicester im Einsatz war. Er erhielt die Nummer 191 und später die Baureihenbezeichnung D/1, da er fast baugleich mit der 1906 beschafften Baureihe D (Wagen 166 bis 190) war. Er hatte 22 Sitze unten und 33 auf dem Oberdeck, die Wagen der Baureihe D verfügten auf dem Oberdeck über einen Sitz weniger. Die 15 Wagen umfassende Baureihe C (Nummern 151 bis 165) kam ebenfalls 1906 hinzu. 1908 wurden mit der Baureihe C/1 noch 20 weitere dieser Wagen (Nummern 192 bis 211) mit geringfügigen Abweichungen beschafft. Mit der Baureihe G (Wagen 217 bis 236) wurden 1909 die letzten Wagen mit offenem Oberdeck gekauft. Die Wagen der Baureihen C, C/1 und G verfügten auf dem Unterdeck über 32, auf dem Oberdeck über 42 Sitze.
Die ersten fünf Wagen mit geschlossenem Oberdeck (Baureihe F, Nummern 212 bis 216) wurden 1908 gekauft. Hinzu kam die 80 Wagen umfassende Baureihe H, die in vier Lieferungen (fünf Wagen 1909, 25 Wagen 1910, 30 Wagen 1911 und 20 Wagen 1912) den MET-Fuhrpark ergänzte. Die Wagen beider Baureihen hatten unten 32 und oben 46 Sitzplätze. Mit Abschluss dieser Lieferung standen nun 312 Triebwagen (Nummern 1 bis 316) zur Verfügung.

### Omnibusse
Für den MET-Busbetrieb wurden 1913 225 Omnibusse angeschafft. Sie waren größtenteils ebenfalls von der Firma Brush Traction gebaut worden. Sie trugen lediglich die Beschriftung „M.E.T.“ und waren dunkelblau gestrichen. Sie kamen nicht nur auf den MET-Buslinien zum Einsatz, sondern auch auf anderen Buslinien der zur „Underground Group gehörenden Unternehmen“. Alle Busse wurden im Ersten Weltkrieg von der Regierung beschlagnahmt und für militärische Zwecke weiterverwendet. Danach wurden Busse anderer Unternehmen auf den MET-Linien eingesetzt, die teilweise jedoch mit der Bezeichnung der MET beschriftet wurden.

### Umbauten
Ab 1913 wurden 13 Wagen der Baureihe B und alle Wagen der Baureihe C mit geschlossenen Oberdecks ausgestattet, die jedoch an beiden Enden balkonartig offen waren. Die umgebauten Wagen der Baureihe B wurden nun mit der Baureihenbezeichnung B/2 versehen. Sie wurden ebenfalls mit den stärkeren GE-67-Motoren ausgerüstet. Diese Motoren hatten 1911 auch die Wagen der Baureihe F und bis 1916 drei Wagen der Baureihe B und 24 Wagen der Baureihe A erhalten. Der Erste Weltkrieg verhinderte jedoch vorerst die Fortsetzung des Modernisierungsprogrammes. Bis 1930 hatten alle Wagen die stärkeren Motoren erhalten, ab 1926 wurden dabei auch die älteren GE-67-Motoren durch stärkere Motoren verschiedener Typen mit 50 bis 70 PS ersetzt. Die einzigen Wagen, die ihre alten GE-58-Motoren behielten, waren die Wagen 106 (Baureihe A) und 166 bis 191 (Baureihe D und D/1).
Die Wagen der Baureihe B/1 wurden während des Ersten Weltkriegs mit derselben Sitzkonfiguration ausgestattet wie die der Baureihe B und erhielten daher nun ebenfalls die Bezeichnung B.

### Spätere Ergänzungen des Wagenparks
1921 wurde in den MET-eigenen Werkstätten in Hendon ein G-Wagen (Nr. 317) gebaut. Dieser Wagen war der erste Eigenbau der MET. Sechs weitere Wagen wurden 1925/26 in Hendon gebaut. Sie ersetzten außer Dienst gestellte B-Wagen sowie einen verunfallten A-Wagen, erhielten auch deren Nummern, und waren baugleich mit der Baureihe H. Ein Prototyp (Wagen 318), genannt „Bluebell“, wurde 1927 in Hendon gebaut. Er hatte diesen Namen erhalten, da er im Gegensatz zu den anderen MET-Wagen hellblau angestrichen war. Ein weiterer Prototyp mit einem leicht verkürzten Oberdeck, sodass der Wagen einem Omnibus ähnlich sah, wurde ebenfalls 1927 gebaut. Er bekam den Spitznamen „Poppy“. Er wurde am 16. November 1927 an die LUT verkauft, wo er die Nummer 350 erhielt.
Drei weitere experimentelle Wagen, Nummern 320, 330 und 331, wurden 1928 bis 1930 durch die Union Construction and Finance Company gebaut. Sie waren vom Typ „Feltham“, der 1930/31 schließlich in größerer Stückzahl (54 Wagen) beschafft wurde. Die Feltham-Wagen erhielten keinen Baureihenbuchstaben, sondern kamen als Baureihe UCC (nach dem Erbauer) in die Flotte. Sie erhielten die Nummern 319 bis 375.
316 Wagen wurden 1933 an das London Passenger Transport Board übergeben. Die meisten der älteren MET-Fahrzeuge wurden mit der Stilllegung des Streckennetzes verschrottet. Die Feltham-Wagen kamen in der Regel auf anderen Teilen des Londoner Netzes zum Einsatz und waren teilweise bis zur Gesamtstilllegung 1952 in Betrieb.

## Betriebshöfe
Edmonton
Der 1881 für den Pferdebahnbetrieb eröffnete älteste Betriebshof im Netz der MET in der Tramway Avenue in Edmonton verfügte anfangs über zehn, ab 1912 über elf Gleise. Er war bis zum 5. Februar 1939 für die Straßenbahn in Betrieb, bis zur Stilllegung des Obusses nach Waltham Cross am 20. Juli 1961 für die Oberleitungsbusse und danach noch bis zu seiner Schließung am 31. Januar 1986 für Omnibusse.
Kensal Green
Der 1888 eröffnete Betriebshof der Harrow Road and Paddington Tramways in der Straße Trenmar Gardens wurde nur für die Pferdebahn genutzt und mit deren Stilllegung am 26. August 1906 geschlossen. Die 21 darin stationierten Fahrzeuge wurden bis auf einen Pferdebahnwagen verschrottet. Dieser Wagen wurde alle drei Monate eingesetzt, um in der Chippenham Road zum Erhalt der Konzession nötige Linienfahrten auszuführen. Er wurde in das neue Depot am Stonebridge Park verlegt.
Wood Green
Das Depot wurde 1895 nördlich der Kreuzung High Road/Lordship Lane eröffnet und verfügte über sieben Gleise. Es bot zunächst Platz für 62 Wagen, nach einer Hallenerweiterung im Juni 1908 für 87 Wagen. Es wurde am 8. Mai 1938 für die Straßenbahn stillgelegt, danach als Obus-Depot genutzt und seit dessen Stilllegung dient die Anlage als Busbetriebshof.
Manor House
Nordöstlich der Kreuzung am Manor House befand sich ein kleines Pferdebahndepot für 25 Wagen. Es war 1899 eröffnet worden und wurde nur bis zur Einstellung des Pferdebetriebs am 22. Juli 1904 als Wagenhalle genutzt. Die Anlage wurde nicht elektrifiziert und diente weiterhin als Gleis- und Materiallager. Außerdem befand sich hier die Hauptverwaltung der MET und später auch der London & Suburban Traction Company.
Hendon
Mit Eröffnung der Strecke nach Edgware wurde in Colindale ein Betriebshof mit einer achtgleisigen Abstellhalle sowie umfangreichen Werkstättenanlagen eröffnet. Nachdem die Streckennetze der MET verbunden waren, befand sich hier die Hauptwerkstatt der MET. Während des Ersten Weltkriegs, als die Hauptwerkstatt der LUT für militärische Zwecke genutzt wurde, wurden hier auch die Fahrzeuge der LUT gewartet. 1930 wurde Hendon als Abstelldepot geschlossen und diente nur noch als Hauptwerkstatt. Erst als ab dem 27. Oktober 1935 das Depot in Stonebridge Park in einen Obusbetriebshof umgebaut wurde, waren in Hendon wieder kurzzeitig, nämlich bis 5. Juli 1936, Fahrzeuge im Linienbetrieb stationiert. Die Hauptwerkstatt wurde am 24. Oktober 1936 geschlossen und das Gelände verkauft. Das südlich anschließende Busdepot war am 10. Februar 1913 eröffnet und bereits am 13. März 1914 wieder geschlossen worden. Es wurde danach als Fabrik genutzt.
Finchley
Das Depot in Finchley in der Ballards Lane ging am 7. Juni 1905 in Betrieb. Es hatte anfangs 15 Hallengleise für 60 Wagen und wurde 1930 erweitert. Am 6. März 1938 wurde es für die Straßenbahn stillgelegt. Bis zur Einstellung des Obusbetriebs in Finchley diente es den Oberleitungsbussen, seitdem den Omnibussen als Betriebshof.
Stonebridge Park
Der letzte von der MET gebaute Straßenbahnhof befand sich in Stonebridge Park nahe der Iron Bridge. Es fasste 48 Wagen, die auf zwölf Hallengleisen abgestellt werden konnten, wurde am 10. Oktober 1906 eröffnet und diente ab dem 24. August 1936 Oberleitungsbussen. Nach deren Stilllegung waren hier bis 1981 Omnibusse stationiert.